# Alessandro Bono
Alessandro Bono, pseudonimo di Alessandro Pizzamiglio (Milano, 21 luglio 1964 – Milano, 15 maggio 1994), è stato un cantautore italiano.

## Biografia
Era il figlio di Luisa Bono e del tecnico del suono Riccardo Pizzamiglio (collaboratore anche di Antonello Venditti per le registrazioni dell'album del 1976 Ullàlla). Il debutto discografico avviene nel 1985 con il brano Walkie Talkie; Vittorio Salvetti, patron del Festivalbar, lo farà esordire durante la sua manifestazione. Ha partecipato a tre edizioni del Festival di Sanremo: nel 1987 (Nel mio profondo fondo), nel 1992 (Con un amico vicino, cantata in duo con Andrea Mingardi) e nel 1994 (Oppure no); in quella che è stata la sua ultima esibizione. Cantò sul palco sanremese quando la malattia che lo aveva colpito era giunta ormai allo stadio terminale. Di lì a soli tre mesi, infatti, il cantante moriva nella sua città natale, Milano.
Tra la fine degli anni '80 e gli inizi del '90, Alessandro Bono ha aperto i concerti di artisti quali Bob Dylan, Francesco De Gregori e Gino Paoli. Nel 1988 pubblica il singolo Gesù Cristo che sarà inserito nel suo primo album dal titolo Alessandro Bono, il singolo ottiene un buon successo discografico a tal punto che si prese la buona decisione di incidere il disco 45 giri in vinile oltre per la versione in distribuzione a tutti i negozi di dischi, anche nella versione esclusivamente per i jukebox.
Tra il '91 e il '92 ha collaborato agli album Stella nascente di Ornella Vanoni scrivendo tre brani e a Si faran... canzone di Loretta Goggi con due brani.
Risulta come ospite anche nell'album di Riccardo Cocciante del 1991 dal titolo omonimo e in Voci 2 di Mario Lavezzi, in cui duetta anche con Cristiano De André.
È morto poco prima di compiere trent'anni a causa di complicazioni relative all'AIDS. Lasciò una figlia, Vittoria, nata da una relazione nel 1990. Riposa nel cimitero di Lierna, in provincia di Lecco.

## Dopo la morte
Viene ricordato per lo stile spigliato che aveva sul palcoscenico e per il repertorio delle sue canzoni che lo poneva a mezza strada, in termini di linea interpretativa, fra il genere praticato da Battisti-Mogol e quello di Vasco Rossi.
Come scrive Walter Gatti nel libro "Cosa sarà, la ricerca del Mistero nella canzone italiana" parlando della sua canzone più famosa, Bono si faceva notare per una canzone, Gesù Cristo, che cantava con aspetto indeciso e impacciato davanti al microfono. La canzone parlava di una Milano triste, di giovani che fumavano e bevevano troppo, di tante infelicità da mettere insieme: "Passare il tempo qui/ Tra queste facce bianche d'infelicità/ Intorno ad un biliardo/ Depressi come questa città/ Gesù Cristo ritorna/ Perché qui abbiam bisogno di te/ Per favore ritorna/ Hanno sporcato tutto quello che c'è".
Nel 2011, sul sito ufficiale, la famiglia mette in download gratuito sette provini inediti di Alessandro che probabilmente avrebbero fatto parte del suo nuovo disco intitolato Nervi e programmato per settembre 1994.
Nel 2014 Bompiani pubblica "La sposa" di Mauro Covacich (libro secondo classificato al Premio Strega nell'anno successivo), il cui sesto racconto è dedicato all'ultima apparizione di Bono a Sanremo e alla sua seguente scomparsa.
Nel 2015 viene pubblicato l'album Tribute to Alessandro Bono. ll cd contiene dieci canzoni riarrangiate e reinterpretate con una nuova veste da giovani artisti e da vecchi amici del cantautore milanese.
Partecipano al progetto i suoi musicisti: Pietro La Pietra, Flavio Piantoni e Paolo Saraceno, che accompagnano gli amici Andrea Mingardi e Lalla Francia, i suoi colleghi Massimo Di Cataldo e Marco Baroni ed i giovani artisti cresciuti con la sua musica Ila & The Happy Trees, passando per Kava, Edo Pop, Andrea Amati, Federico Gattafoni e Fre' Monti.
Nel maggio del 2024, la Sony Music pubblica la compilation Dentro l'anima, contenente 17 brani rimasterizzati. Nel suo canale YouTube VEVO compare anche una versione restaurata del video di "Gesù Cristo". 

## Discografia

### Album
- 1988 – Alessandro Bono
- 1991 – Caccia alla volpe
- 1994 – Oppure no (EP, 6 brani)

### Raccolte
- 2011 – Nervi (download gratuito)
- 2024 – Dentro l'anima (Sony Music)

### Singoli
- 1985 – Walkie talkie/Amore stop (pubblicato come Alex Bono)
- 1986 – Vendo casa/Dalle 8 alle 10 p.m.
- 1987 – Vendo casa/Dalle 8 alle 10 p.m./Nel mio profondo fondo
- 1989 – Di solo amore/Un amico come me
- 1991 – Rock & roll del cavolo
- 1992 – Con un amico vicino/Donna ideale'